# Gibothorax
Gibothorax tchernovi es una especie de araña araneomorfa de la familia Linyphiidae. Es el único miembro del género monotípico Gibothorax.

## Distribución
Es un endemismo de Rusia asiática.